# Coquimatlán
Coquimatlán är en kommunhuvudort i Mexiko.   Den ligger i kommunen Coquimatlán och delstaten Colima, i den södra delen av landet, 500 km väster om huvudstaden Mexico City. Coquimatlán ligger 344 meter över havet och antalet invånare är 13 061.
Terrängen runt Coquimatlán är platt åt sydost, men åt nordväst är den kuperad. Runt Coquimatlán är det ganska tätbefolkat, med 129 invånare per kvadratkilometer. Närmaste större samhälle är Colima, 9,9 km nordost om Coquimatlán. I omgivningarna runt Coquimatlán växer huvudsakligen savannskog.